# Nelson McCormick
Nelson McCormick (Stati Uniti, 10 ottobre 1957) è un regista e produttore cinematografico statunitense.

## Biografia
Nelson McCormick è un regista e produttore cinematografico e televisivo americano. Nella sua carriera ha diretto e prodotto diverse serie televisive. 
Per il cinema è noto per aver diretto due remake di film degli anni '80: Che la fine abbia inizio (2008) e Il segreto di Davide (The Stepfather) (2009).

## Filmografia parziale

### Regia e produttore

#### Serie TV
- The Evidence (2006)
- Touch (2013)
- Colony (2016)
- Prison Break (2017)

### Regia
- For Which He Stands (1996)
- Agguato nell'isola della morte (1999)
- Fattore di controllo (Control Factor) (2003)
- Che la fine abbia inizio (2008)
- Il segreto di David (2009)
- Killing Kennedy (2013)